# Poine (Recht)
Poine (altgriechisch ποινή [poiné]) war eine Entschädigung im antiken griechischen Recht.
Bei Homer wird Poine sowohl im Sinne von Wergeld für einen Erschlagenen, als auch im allgemeinen Sinn als für Rache oder Vergeltung gebraucht.
Der Begriff wurde später auf alle Geldbußen ausgeweitet, die Privatleute erhalten konnten. In der Formel nepoinei tethnaiai (νηποινεὶ τεθνάναι [nēpoineí tethnánai] „straflos töten“) lebte der Begriff im Sinne von Wergeld als Verneinung noch lange fort. Im Gegensatz zur Atimia verlor ein mit diesem Urteil Bestrafter nicht nur seine Bürgerrechte, sondern jeglichen rechtlichen Schutz, und durfte demnach ungestraft getötet werden.
Im Römischen Recht wurde Poine latinisiert als Poena übernommen, wo es generell für eine Buße oder Strafe stand. Zuerst bezeichnete es hier ein Sühnegeld, das im Gegenzug den Verzicht auf Rache bei Körperdelikten geleistet wurde, wurde dann immer weiter gefasst und bezeichnete schließlich jeden Verstoß gegen die Rechtsordnung, unabhängig davon, ob es sich um ein öffentliches crimen oder ein privatrechtliches delictum handelte. Nach der Ausweitung des Begriffs im römischen Recht wurden die dort entwickelten Bedeutungen ins griechische Recht rückübertragen, womit Poine auch an den Staat zu leistende Strafen oder Körperstrafen umfassen konnte.
In der griechischen Mythologie erscheint Poine als Personifikation der Vergeltung bereits beim Tragödiendichter Aischylos.